# Mộ Dung Thiệp Quy
Mộ Dung Thiệp Quy (giản thể: 慕容涉归; phồn thể: 慕容涉歸; bính âm: Mùróng Shèguī, ?- 12/283) là một tù trưởng Mộ Dung bộ Tiên Ti. Ông là cháu nội của tù trưởng Mạc Hộ Bạt, và là con trai của tù trưởng Mộ Dung Mộc Diên.
Không lâu sau khi kế nhiệm chức tù trưởng, Mộ Dung Thiệp Quy đã chuyển căn cứ từ Cức Thành (棘城, nay thuộc Nghĩa, Liêu Ninh) đến phía bắc Liêu Đông quận (nay là Liêu Dương, Liêu Ninh). Các thế hệ tù trưởng Mộ Dung bộ quy phụ triều đình Trung Nguyên, nhiều lần có công hiệp trợ triều đình Trung Nguyên xuất chinh, được thụ phong là "đại thiền vu". Trong thời gian ông tại vị, Mộ Dung bộ và Vũ Văn bộ có quan hệ thù địch.
Mộ Dung Thiệp Quy có trưởng tử là Mộ Dung Thổ Dục Hồn được phân 1700 hộ làm bộ chúng thiên di về phía tây đến Hà Hoàng; thứ tử là Mộ Dung Hối, cùng một nhi tử nữa là Mộ Dung Vận (慕容運).
Tháng thứ 10 năm Thái Khang thứ 2 (281), Mộ Dung Thiệp Quy bắt đầu suất quân tiến đánh Xương Lê quận (nay thuộc Nghĩa, Liêu Ninh) của triều Tấn.
Tháng thứ 2 năm Thái Khang thứ 3 (282), quân Mộ Dung bộ bị quân của An Bắc tướng quân Nghiêm Tuân (嚴詢) đánh bại, có gần vạn lính tử trận, bị xử trảm hay bị bắt.
Tháng thứ 12 năm Tháng Khang thứ 4 (283), Mộ Dung Thiệp Quy qua đời, Mộ Dung Nại kế vị làm tù trưởng.